# 俄瑞斯忒亚
俄瑞斯忒亚是古希腊剧作家埃斯库罗斯在公元前5世纪写成的古希腊悲剧三部曲，讲述了阿伽门农死于妻子克吕泰涅斯特拉之手，克吕泰涅斯特拉被前来复仇的俄瑞斯忒斯所杀，俄瑞斯忒斯躲避复仇女神厄里倪厄斯并被迫接受审判，阿特柔斯家族的诅咒在雅典娜的干涉下被解除，复仇女神的怒火也最终得以平息的一段史诗故事。三部曲分别为《阿伽门农》（Ἀγαμέμνων）、《奠酒人》（Χοηφoρoι）和《欧墨尼得斯》（Εὐμενίδες），展示了古希腊诸神如何与凡人展开互动，并在他们解决问题和处理争端时影响他们所做的决定。俄瑞斯忒亚是唯一现存的古希腊戏剧三部曲，并在公元前458年酒神庆典中获得了一等奖，许多人也认为俄瑞斯忒亚是埃斯库罗斯传世作品中最好的一部。三部曲的主题主要包括复仇与正义之间的冲突，以及从私人仇杀到有组织诉讼之间的过渡。俄瑞斯忒亚最初还包括一幕滑稽剧——《普罗透斯》（Πρωτεύς），背景设置在悲剧三部曲之后，但是绝大部分皆已轶失，仅有一行传世。